# UN-Sachverständiger zu den Menschenrechten von betagten Menschen
Die Stelle der Sachverständigen zu den Menschenrechten von betagten Menschen (engl.: Expert on the enjoyment of all human rights by older persons) wurde geschaffen, da Schätzungen zufolge sich die Zahl der betagten Personen bis 2050 verdoppelt haben wird und 20 Prozent der Weltbevölkerung sein wird.

## Das UN-Mandat
Der UN-Menschenrechtsrat schuf diese Stelle am 8. Oktober 2013 mittels einer Resolution, in welcher auch der Auftrag definiert wurde. Dieses UN-Mandat ist auf drei Jahre befristet und wird regelmäßig verlängert. Die letzte Verlängerung des Mandates erfolgte am 5. Oktober 2016.
Die Sachverständige ist keine Mitarbeiterin der Vereinten Nationen, sondern wird von der UN mit einem Mandat beauftragt und dazu erließ der UN-Menschenrechtsrat einen Verhaltenskodex. Der unabhängige Status der Mandatsträgerin ist für die unparteiische Wahrnehmung ihrer Aufgaben entscheidend. Die Amtszeit eines Mandats ist auf maximal sechs Jahre begrenzt.
Sie erstellt thematische Studien und erarbeitet Leitlinien zur Verbesserung der Menschenrechte. Die Sachverständige macht auf Einladung von Staaten Länderbesuche und kann in beratender Funktion Empfehlungen abgeben. Sie prüft Mitteilungen und unterbreitet den Staaten Vorschläge, wie sie allfällige Missstände beheben können. Sie macht auch Anschlussverfahren in welchen sie die Umsetzung der Empfehlungen prüft. Dazu erstellt sie Jahresberichte zuhanden des UN-Menschenrechtsrat.

## Amtsinhaber
- 2014–2020 Rosa Kornfeld-Matte –  Chile
- seit 2020 Claudia Mahler –  Österreich